# República Checa en el Festival de la Canción de Eurovisión 2021
República Checa participó en el LXV Festival de la Canción de Eurovisión, celebrado en Róterdam, Países Bajos del 18 al 22 de mayo del 2021, tras la victoria de Duncan Laurence con la canción «Arcade». La Česká televize decidió mantener al representante de la República Checa de la cancelada edición de 2020, el cantante Benny Cristo para participar en la edición de 2021, siendo presentada en el mes de marzo la canción «Omaga» con la cual competiría.
Benny Cristo finalizó en 15° y antepenúltimo lugar de la semifinal 2 con 23 puntos, incluyendo un 0 por parte del televoto.

## Historia de República Checa en el Festival
República Checa es uno de los últimos países de Europa del Este que recientemente se han unido al festival, debutando en 2007. Desde entonces el país ha concursado en 8 ocasiones siendo uno de los países menos exitosos del festival y ausentándose del concurso desde 2010 hasta 2014 por los malos resultados obtenidos. Desde su regreso en 2015, el país logró mejorar su trayectoria dentro del festival y logrando avanzar a la final en 3 ocasiones: 2016, 2018 y 2019. El mejor resultado del país fue el sexto lugar obtenido por Mikolas Josef con la canción «Lie to me».
El representante para la edición cancelada de 2020 fue el ganador de la final nacional de ese año, Benny Cristo con la canción «Kemama». En 2019, el grupo Lake Malawi, terminó en 11° lugar con 157 puntos en la gran final, con el tema «Friend of a friend».

## Representante para Eurovisión

### Elección Interna
República Checa confirmó su participación en el Festival de la Canción de Eurovisión 2021 el 13 de mayo de 2020, designando también como representante a Benny Cristo, quien era el participante seleccionado por el país en la edición de 2020. La canción fue seleccionada internamente por la televisora ČT, siendo presentada el 16 de febrero de 2021 la canción electropop urbano «Omaga» compuesta por Benny Cristo y Filip Vlček.

## En Eurovisión
De acuerdo a las reglas del festival, todos los concursantes inician desde las semifinales, a excepción del anfitrión (en este caso, Países Bajos) y el Big Five compuesto por Alemania, España, Francia, Italia y Reino Unido. La producción del festival decidió respetar el sorteo ya realizado para la edición cancelada de 2020 por lo que se determinó que el país, tendría que participar en la segunda semifinal. En este mismo sorteo, se determinó que participaría en la primera mitad de la semifinal (posiciones 1-9). Semanas después, ya conocidos los artistas y sus respectivas canciones participantes, la producción del programa dio a conocer el orden de actuación, determinando que República Checa participara en la tercera posición, precedida por Estonia y seguido de Grecia.
Los comentarios para Letonia corrieron por parte de Jan Maxián y Albert Černý mientras que la portavoz del jurado profesional checo fue Taťána Kuchařová.

### Semifinal 2
Benny Cristo tomó parte de los primeros ensayos los días 10 y 13 de mayo, así como de los ensayos generales con vestuario de la segunda semifinal los días 19 y 20 de mayo. El ensayo general de la tarde del 19 fue tomado en cuenta por los jurados profesionales para emitir sus votos, que representan el 50% de los puntos. República Checa se presentó en la posición 3, por delante de Estonia y por detrás de Grecia. La actuación checa fue sencilla, con Benny Cristo vistiendo una chaqueta amarilla, siendo acompañado en el escenario por 5 bailarines que realizaron su coreografía mientras Cristo interpretaba la canción. En la pantalla LED, se proyectaron fondos similares a la estética del videoclip, con formas en distintos de colores neón. 
Al final del show, República Checa no fue anunciada como uno de los países clasificados para la gran final. Los resultados revelados una vez terminado el festival, posicionaron a República Checa en el 15° lugar con 23 puntos, habiéndose colocado en el 13° lugar en la votación del jurado profesional con 23 puntos y en úitima posición del televoto sin recibir punto alguno.

### Votación

#### Puntuación otorgada a República Checa

##### Semifinal 2
| Jurado                | Jurado    | Jurado   | Jurado    | Jurado     |
| 12 puntos             | 10 puntos | 8 puntos | 7 puntos  | 6 puntos   |
| --------------------- | --------- | -------- | --------- | ---------- |
|                       |           |          |           | - Georgia  |
| 5 puntos              | 4 puntos  | 3 puntos | 2 puntos  | 1 punto    |
| - Bulgaria - Portugal | - Grecia  |          | - Francia | - Moldavia |
| Televoto              |           |          |           |            |
| 12 puntos             | 10 puntos | 8 puntos | 7 puntos  | 6 puntos   |
|                       |           |          |           |            |
| 5 puntos              | 4 puntos  | 3 puntos | 2 puntos  | 1 punto    |
|                       |           |          |           |            |

##### Puntuación otorgada por República Checa
| Puntos    | Jurado     | Televoto  |
| --------- | ---------- | --------- |
| 12 puntos | Portugal   | Moldavia  |
| 10 puntos | Islandia   | Islandia  |
| 8 puntos  | Suiza      | Finlandia |
| 7 puntos  | Bulgaria   | Suiza     |
| 6 puntos  | Finlandia  | Bulgaria  |
| 5 puntos  | Grecia     | Serbia    |
| 4 puntos  | Serbia     | Portugal  |
| 3 puntos  | Dinamarca  | Dinamarca |
| 2 puntos  | San Marino | Grecia    |
| 1 punto   | Albania    | Estonia   |

| Puntos    | Jurado    | Televoto  |
| --------- | --------- | --------- |
| 12 puntos | Portugal  | Moldavia  |
| 10 puntos | Francia   | Ucrania   |
| 8 puntos  | Islandia  | Grecia    |
| 7 puntos  | Malta     | Islandia  |
| 6 puntos  | Italia    | Italia    |
| 5 puntos  | Suiza     | Rusia     |
| 4 puntos  | Bulgaria  | Finlandia |
| 3 puntos  | Bélgica   | Suiza     |
| 2 puntos  | Rusia     | Francia   |
| 1 punto   | Finlandia | Lituania  |

##### Desglose
El jurado checo estuvo compuesto por:
- Milan Havrda (Boris Carloff)
- Tonya Graves
- Deborah Kahl (Debbi)
- Eliška Mrázová (Elis Mraz)
- Miroslav Žbirka

| Semifinal 2 | Semifinal 2     | Semifinal 2                | Semifinal 2                | Semifinal 2                | Semifinal 2                | Semifinal 2                | Semifinal 2                | Semifinal 2                | Semifinal 2                | Semifinal 2                |
| N.º         | País            | Jurado                     | Jurado                     | Jurado                     | Jurado                     | Jurado                     | Jurado                     | Jurado                     | Televoto                   | Televoto                   |
| N.º         | País            | Jurado A                   | Jurado B                   | Jurado C                   | Jurado D                   | Jurado E                   | Ranking                    | Puntos                     | Ranking                    | Puntos                     |
| ----------- | --------------- | -------------------------- | -------------------------- | -------------------------- | -------------------------- | -------------------------- | -------------------------- | -------------------------- | -------------------------- | -------------------------- |
| 01          | San Marino      | 9                          | 10                         | 7                          | 11                         | 8                          | 9                          | 2                          | 11                         |                            |
| 02          | Estonia         | 10                         | 7                          | 16                         | 12                         | 11                         | 11                         |                            | 10                         | 1                          |
| 03          | República Checa | -------------------------- | -------------------------- | -------------------------- | -------------------------- | -------------------------- | -------------------------- | -------------------------- | -------------------------- | -------------------------- |
| 04          | Grecia          | 8                          | 4                          | 6                          | 8                          | 9                          | 6                          | 5                          | 9                          | 2                          |
| 05          | Austria         | 12                         | 11                         | 10                         | 9                          | 13                         | 13                         |                            | 14                         |                            |
| 06          | Polonia         | 14                         | 8                          | 15                         | 14                         | 15                         | 14                         |                            | 13                         |                            |
| 07          | Moldavia        | 5                          | 13                         | 14                         | 15                         | 14                         | 12                         |                            | 1                          | 12                         |
| 08          | Islandia        | 2                          | 1                          | 2                          | 2                          | 3                          | 2                          | 10                         | 2                          | 10                         |
| 09          | Serbia          | 6                          | 14                         | 8                          | 7                          | 7                          | 7                          | 4                          | 6                          | 5                          |
| 10          | Georgia         | 16                         | 16                         | 12                         | 13                         | 12                         | 15                         |                            | 16                         |                            |
| 11          | Albania         | 7                          | 12                         | 9                          | 10                         | 10                         | 10                         | 1                          | 12                         |                            |
| 12          | Portugal        | 3                          | 3                          | 1                          | 1                          | 1                          | 1                          | 12                         | 7                          | 4                          |
| 13          | Bulgaria        | 13                         | 2                          | 5                          | 4                          | 2                          | 4                          | 7                          | 5                          | 6                          |
| 14          | Finlandia       | 4                          | 6                          | 4                          | 5                          | 4                          | 5                          | 6                          | 3                          | 8                          |
| 15          | Letonia         | 11                         | 15                         | 13                         | 16                         | 16                         | 16                         |                            | 15                         |                            |
| 16          | Suiza           | 1                          | 5                          | 3                          | 3                          | 6                          | 3                          | 8                          | 4                          | 7                          |
| 17          | Dinamarca       | 15                         | 9                          | 11                         | 6                          | 5                          | 8                          | 3                          | 8                          | 3                          |

| Final | Final        | Final    | Final    | Final    | Final    | Final    | Final   | Final  | Final    | Final    |
| N.º   | País         | Jurado   | Jurado   | Jurado   | Jurado   | Jurado   | Jurado  | Jurado | Televoto | Televoto |
| N.º   | País         | Jurado A | Jurado B | Jurado C | Jurado D | Jurado E | Ranking | Puntos | Ranking  | Puntos   |
| ----- | ------------ | -------- | -------- | -------- | -------- | -------- | ------- | ------ | -------- | -------- |
| 01    | Chipre       | 15       | 21       | 24       | 17       | 20       | 22      |        | 20       |          |
| 02    | Albania      | 21       | 25       | 18       | 26       | 19       | 25      |        | 23       |          |
| 03    | Israel       | 14       | 23       | 16       | 14       | 12       | 17      |        | 15       |          |
| 04    | Bélgica      | 22       | 4        | 10       | 7        | 10       | 8       | 3      | 19       |          |
| 05    | Rusia        | 7        | 22       | 4        | 10       | 11       | 9       | 2      | 6        | 5        |
| 06    | Malta        | 2        | 16       | 3        | 6        | 3        | 4       | 7      | 14       |          |
| 07    | Portugal     | 3        | 3        | 2        | 2        | 2        | 1       | 12     | 21       |          |
| 08    | Serbia       | 9        | 24       | 17       | 16       | 13       | 16      |        | 11       |          |
| 09    | Reino Unido  | 18       | 8        | 25       | 11       | 16       | 13      |        | 26       |          |
| 10    | Grecia       | 16       | 9        | 13       | 12       | 15       | 12      |        | 3        | 8        |
| 11    | Suiza        | 5        | 7        | 6        | 5        | 6        | 6       | 5      | 8        | 3        |
| 12    | Islandia     | 4        | 1        | 5        | 4        | 5        | 3       | 8      | 4        | 7        |
| 13    | España       | 10       | 13       | 11       | 23       | 17       | 15      |        | 24       |          |
| 14    | Moldavia     | 24       | 26       | 26       | 24       | 26       | 26      |        | 1        | 12       |
| 15    | Alemania     | 25       | 6        | 15       | 22       | 25       | 14      |        | 18       |          |
| 16    | Finlandia    | 8        | 12       | 8        | 8        | 8        | 10      | 1      | 7        | 4        |
| 17    | Bulgaria     | 11       | 2        | 9        | 9        | 4        | 7       | 4      | 12       |          |
| 18    | Lituania     | 12       | 20       | 14       | 25       | 24       | 21      |        | 10       | 1        |
| 19    | Ucrania      | 13       | 5        | 12       | 15       | 23       | 11      |        | 2        | 10       |
| 20    | Francia      | 6        | 11       | 1        | 1        | 1        | 2       | 10     | 9        | 2        |
| 21    | Azerbaiyán   | 19       | 19       | 19       | 20       | 22       | 23      |        | 17       |          |
| 22    | Noruega      | 26       | 10       | 23       | 19       | 21       | 20      |        | 13       |          |
| 23    | Países Bajos | 17       | 15       | 20       | 13       | 14       | 19      |        | 25       |          |
| 24    | Italia       | 1        | 14       | 7        | 3        | 7        | 5       | 6      | 5        | 6        |
| 25    | Suecia       | 20       | 17       | 22       | 18       | 9        | 18      |        | 16       |          |
| 26    | San Marino   | 23       | 18       | 21       | 21       | 18       | 24      |        | 22       |          |